# NGC 1325

NGC 1325

إن جي سي 1325 (بالألمانية: NGC 1325) التي يرمز لها بالرمز NGC 1325، هي مجرة، في كوكبة النهر.

## الاكتشاف
اكتشفت في 1798، بواسطة ويليام هيرشل.